# Сафармад
Сафарма́д (тадж. Сафармад) — село у складі Хатлонської області Таджикистану. Адміністративний центр Ватанського джамоату Фархорського району.
Населення — 1269 осіб (2010; 1285 в 2009).